# 사이타마현 제2구
사이타마현 제2구(일본어: 埼玉県第2区)는 일본의 중의원 선거구이다. 1994년 일본 공직선거법이 개정되면서 신설되었다.

## 지역
- 가와구치시 (시바무라 출장소 관내 중 JR 게이힌 도호쿠 선 주변 지역, 가와구치시 제50, 54~56투표구역을 제외한 지역)
  - 본청 관내, 신고·가미네·안교·도츠카·하토가야의 각 출장소 관내, 시바무라 출장소 관내 일부지역 (시바나카다1·2초메, 시바미야네 정, 시바타카기1·2초메, 시바히가시 정, 시바1-4초메, 시바시모1-3초메, 오야시바 (3102 - 3198번지 제외), 시바니시1초메 (1-11번지 제외), 시바니시2초메, 시바쓰카하라1초메 (1-4번지 제외), 시바쓰카하라2초메, 오야이카리, 오야고야바, 야나기사키1-5초메, 기타조노 정, 야나네 정)

2011년 이전에는 가와구치 시와 옛 하토가야 시가 관할 구역이었지만 하토가야 시가 합병된 이후로는 가와구치 시 전역을 대상으로 하게 되었다. 2017년에는 지금의 선거구로 개편되었다.